# Telón de Bambú

Telón de Bambú en 1959.

El Telón de Bambú es un concepto geopolítico que designaba, a lo largo de la segunda mitad del siglo XX, la barrera física e ideológica que separaba a la República Popular China del mundo occidental, fundamentalmente encarnado por la sociedad de Estados Unidos. Sería una especie de equivalente asiático al Telón de Acero.
El término fue rechazado oficialmente por el gobierno de China. De hecho, en la Conferencia de Bandung de 1955 el primer ministro chino, Chu En-lai, negó la existencia del mismo.
En cualquier caso, historiadores como Pilar Toboso Sánchez señalan que el término siguió existiendo en la práctica hasta la década de los setenta del siglo XX, cuando Estados Unidos dio por finalizado el embargo a las exportaciones chinas y Richard Nixon fue en visita oficial.